# Modularitate vizuală
Modularitatea pentru procesarea culorii
Modul în care sistemul vizual al primatelor operează este în mod curent obiectul unui intens scrutin științific. O teză dominantă că diferitele proprietăți ale lumii vizuale (culoare, mișcare, formă ș.a.m.d.) implică soluții computaționale diferite, care sunt implementate în regiuni anatomice/funcționale distincte, care operează independent, într-o formă modulară (Calabretta & Parisi, 2005).
Dovezi convergente similare sugerează că modularitatea pentru culoare. Începând cu descoperirea, lui Gowers (1888), că leziunile girusului  fusiform/lingvistic din cortexul occipitotemporal se corelează cu o pierdere a percepției culorilor (acromatopsie), noțiunea de „centru al culorii” în creierul primatelor a primit tot mai multă aprobare (d.e. Meadows, 1974; Sacks și Wasserman, 1987; Zeki, 1990; Grüsser și and Landis, 1991). O asemenea dovadă clinică implică doar că această regiune are un rol critic pentru percepția culorilor, nimic mai mult. Alte dovezi, totuși, incluzând pe cele din domeniile  neuroimageriei (Bartels și Zeki, 2005; Bartels și Zeki, 2000; Stiers et al., 2006) și fiziologiei (Wachtler et al. 2003; Kusunoki, Moutoussis & Zeki, 2006), converg către argumentarea tezei că aria V4 este necesară pentru percepția culorilor. O meta-analiză recentă a reprezentat, de asemenea, că o leziune specifică, comună la persoanele acromate, corespunde ariei V4 (Bouvier și Engel, 2006). Mai mult, s-a descoperit că atunci când unele ființe își reprezintă culori, ce nu sunt determinate de stimuli vizuali, aria V4 este activată. Pe baza acestor observații, s-ar părea că procesarea culorii are loc într-o formă, sau structură, modulară.
Alte observații, reprezentate în Tabel, implică participarea și a altor arii în percepția culorilor. Astfel, e mai realist să considerăm că are loc procesare multistadică a fluxului de informații vizuale, de la retină până la unele arii corticale mai îndepărtate, care includ cel puțin ariile V1, V2, V4, PITd și TEO. În consonanță cu percepția mișcării, par să existe o multitudine de arii ce sunt necesare perceperii culorilor. În plus, probabil că V4 are un rol special, nu exclusiv. Pentru exemplificare, înregistrările activităților unor celule singulare stau la baza constatării că celule din aria V4 au răspuns mai mult culorilor stimulilor decât lungimilor lor de undă, în timp ce alte arii ce au anumite roluri în percepția culorilor nu au fostactivate (Wachtler et al. 2003; Kusunoki, Moutoussis & Zeki, 2006).
Dovezi împotriva existenței unui „centru al culorilor” în creierele primatelor
| Alte arii corticale implicate în percepția culorii/Alte funcții ale V4 | Surse                                                  |
| ---------------------------------------------------------------------- | ------------------------------------------------------ |
| Celule sensibile la lungimile undelor în V1 și V2                      | Livingstone & Hubel, (1984); DeYoe & Van Essen, (1985) |
| Părți anterioare ale sulcusului temporal superior                      | Zeki & Marini, (1998); Beauchamp et al., (2000)        |
| Părți posterioare ale sulcusului temporal superior (PITd)              | Conway & Tsao, (2006)                                  |
| Arie în sau aproape de TEO                                             | Tootell, Nelissen Vanduffel Orban, (2004)              |
| Detectarea formei                                                      | Pasupathy, (2006); David, Hayden,Gallant, (2006)       |
| Legăturile dintre văz, atenție și cogniție                             | Chelazzi, Miller, Duncan, & Desimone (2001)            |